# Olleros de Pisuerga
Olleros de Pisuerga ist ein spanischer Ort in der Provinz Palencia der Autonomen Gemeinschaft Kastilien und León. Die ehemals selbständige Gemeinde kam in den 1970er Jahren zu Aguilar de Campoo. Olleros de Pisuerga befindet sich neun Kilometer südlich vom Hauptort der Gemeinde.

## Sehenswürdigkeiten
- Felsenkirche Santos Justo y Pastor, erbaut im 10. oder 11. Jahrhundert
- Romanische Ermita Santa María
- Reste der Burg auf dem Monte Cildá, aus kantabrischer, westgotischer und römischer Zeit